# سيرجي دجيهوا
سيرجي دجيهوا (25 سبتمبر 1983) لاعب كرة قدم إيفواري من مواليد مدينة أبيدجان العاصمة، يلعب في مر كز المهاجم، ويلعب حاليا لصالح نادي يدير أراسسبور الإيفواري.

## مسيرته الكروية
كانت بدايته الكروية في 2002 في نادي ستيلا كلوب الإيفواري، ثم احترف في نادي كايزر تشيفز الجنوب أفريقي عام 2005، ولعب خلال مسيرته الكروية في كل من أنطاليا سبور ونادي قبله ونادي بولو سبور وغليفاذا والاتحاد المنستيري وسيزريسبور وأوديميسبور ويلعب حاليا في نادي يدير أراسسبور منذ 2016.
تم طرد دجيهوا بعد ثلاث ثوانٍ من الظهور الأول له مع فريق غليفاذا اليوناني في المباراة التي جمعت الفريق ضد أولمبياكوس فولو، ويعد هذا الطرد الأسرع في التاريخ، وبعدها مباشرة انتقل لنادي الاتحاد المنستيري